# Olympische Sommerspiele 1984/Teilnehmer (Großbritannien)
| Gelbes Symbol für Goldmedaillen mit stilisierten Olympischen Ringen | Graues Symbol für Silbermedaillen mit stilisierten Olympischen Ringen | Braundes Symbol für Bronzemedaillen mit stilisierten Olympischen Ringen |
| ------------------------------------------------------------------- | --------------------------------------------------------------------- | ----------------------------------------------------------------------- |
| 5                                                                   | 11                                                                    | 21                                                                      |

Das Vereinigte Königreich nahm wie immer unter der Bezeichnung Großbritannien an den Olympischen Sommerspielen 1984 in Los Angeles teil. Seit Anbeginn nahmen die britischen Athleten an allen Sommerspielen teil. 337 Teilnehmer, 229 Männer und 108 Frauen, beteiligten sich an 190 Wettbewerben in 20 Sportarten. Bei der Eröffnungsfeier trug die Reiterin Lucinda Green den Union Jack. Bei der Schlussfeier fungierte Leichtathlet Sebastian Coe als Fahnenträger.

## Medaillen
| Medaille | Name | Sport          | Sportart                                    |
| -------- | --- | -------------- | ------------------------------------------- |
| Gold     | Sebastian Coe | Leichtathletik | 1500 m                                      |
| Gold     | Daley Thompson | Leichtathletik | Zehnkampf                                   |
| Gold     | Tessa Sanderson | Leichtathletik | Speerwurf                                   |
| Gold     | Richard Budgett, Martin Cross, Adrian Ellison, Andrew Holmes, Steven Redgrave | Rudern         | Vierer mit Steuermann der Männer            |
| Gold     | Malcolm Cooper | Schießen       | Kleinkaliber der Männer, Dreistellungskampf |
| Silber   | Sebastian Coe | Leichtathletik | 800 m der Männer                            |
| Silber   | Steve Cram | Leichtathletik | 1500 m                                      |
| Silber   | Mike McLeod | Leichtathletik | 10.000 m der Männer                         |
| Silber   | Kriss Akabusi, Todd Bennett, Philip Brown, Garry Cook | Leichtathletik | 4 × 400 m Staffel der Männer                |
| Silber   | David Ottley | Leichtathletik | Speerwurf                                   |
| Silber   | Wendy Smith-Sly | Leichtathletik | 3000 m                                      |
| Silber   | Shirley Strong | Leichtathletik | 100 m Hürden                                |
| Silber   | Diana Clapham, Lucinda Green, Virginia Holgate, Ian Stark | Reiten         | Vielseitigkeit Mannschaft                   |
| Silber   | Timothy Grubb, Steven Smith, John Whitaker, Michael Whitaker | Reiten         | Springen Mannschaft                         |
| Silber   | Neil Adams | Judo           | Halbmittelgewicht                           |
| Silber   | Sarah Hardcastle | Schwimmen      | 400 m Freistil                              |
| Bronze   | Charlie Spedding | Leichtathletik | Marathon                                    |
| Bronze   | Keith Connor | Leichtathletik | Dreisprung                                  |
| Bronze   | Kathy Smallwood-Cook | Leichtathletik | 400 m                                       |
| Bronze   | Beverley Goddard-Callender, Heather Hunte, Simmone Jacobs, Kathy Smallwood-Cook | Leichtathletik | 4 × 100 m Staffel der Damen                 |
| Bronze   | Susan Hearnshaw | Leichtathletik | Weitsprung                                  |
| Bronze   | Fatima Whitbread | Leichtathletik | Speerwurf                                   |
| Bronze   | Robert Wells | Boxen          | Superschwergewicht der Männer               |
| Bronze   | Virginia Holgate | Reiten         | Vielseitigkeit Einzel                       |
| Bronze   | Ian Taylor, Stephen Martin, Paul Barber, Robert Cattrall, Jon Potter, Richard Dodds, William McConnell, Norman Hughes, David Westcott, Richard Leman, Stephen Batchelor, Sean Kerly, James Duthie, Kulbir Bhaura, Mark Precious | Hockey         | Herren                                      |
| Bronze   | Neil Eckersley | Judo           | Halbfliegengewicht                          |
| Bronze   | Kerrith Brown | Judo           | Fliegengewicht                              |
| Bronze   | Michael Sullivan | Schießen       | Kleinkaliber der Männer, aufgelegt          |
| Bronze   | Alister Allan | Schießen       | Kleinkaliber der Männer, Dreistellungskampf |
| Bronze   | Barry Dagger | Schießen       | Luftgewehr der Männer                       |
| Bronze   | Neil Cochran | Schwimmen      | 200 m Lagen                                 |
| Bronze   | Andrew Astbury, Neil Cochran, Paul Easter, Paul Howe | Schwimmen      | 4 × 200 m Freistil                          |
| Bronze   | June Croft | Schwimmen      | 400 m Freistil                              |
| Bronze   | Sarah Hardcastle | Schwimmen      | 800 m Freistil                              |
| Bronze   | David Mercer | Gewichtheben   | Halbschwergewicht                           |
| Bronze   | Noel Loban | Ringen         | Freistil Halbschwergewicht                  |
| Bronze   | Peter Allam, Jonathan Richards | Segeln         | Flying Dutchman der Männer                  |

## Teilnehmer nach Sportarten

### Bogenschießen
Beim vierten Auftritt Großbritanniens im modernen olympischen Bogenschießen wurde das Land von drei Männern und drei Frauen vertreten.
| Männer - Steven Hallard – 2473 Punkte (→ 21. Platz) - Peter Gillam – 2435 Punkte (→ 30. Platz) - Richard Priestman – 2339 Punkte (→ 48. Platz) | Frauen - Eileen Robinson – 2408 Punkte (→ 29. Platz) - Angela Goodall – 2401 Punkte (→ 30. Platz) - Susan Willcox – 2398 Punkte (→ 31. Platz) |

### Boxen
Männer
Halbfliegengewicht (< 48 kg)
- John Lyon
  1. Runde 1 – Sieg gegen Alego Akomi (SUD)
  2. Runde 2 – Sieg gegen Yehuda Ben Haim (ISR)
  3. Viertelfinale – Niederlage gegen Paul Gonzales (USA)

Fliegengewicht (< 51 kg)
- Pat Clinton
  1. Runde 1 – Sieg gegen Leonard Makhanya (SWZ)
  2. Runde 2 – Niederlage gegen Redžep Redžepovski (YUG)

Bantamgewicht (< 54 kg)
- John Hyland
  1. Runde 1 – Freilos
  2. Runde 2 – Niederlage gegen Moon Sung-kil (KOR)

Federgewicht (< 57 kg)
- Kevin Taylor
  1. Runde 1 – Freilos
  2. Runde 2 – Sieg gegen Jonathan Magagula (SWZ)
  3. Runde 3 – Niederlage gegen Park Hyeong-ok (KOR)

Leichtgewicht (< 60 kg)
- Alex Dickson
  1. Runde 1 – Freilos
  2. Runde 2 – Sieg gegen Desiré Ollo (GAB)
  3. Runde 3 – Niederlage gegen Luis Ortiz (PUR)

Halbweltergewicht (< 63,5 kg)
- Dave Griffiths
  1. Runde 1 – Freilos
  2. Runde 2 – Sieg gegen Clifton Charleswell (ISV)
  3. Runde 3 – Niederlage gegen Dhawee Umponmaha (THA)

Weltergewicht (< 67 kg)
- Mickey Hughes
  1. Runde 1 – Sieg gegen Paul Rasamimanana (MAD)
  2. Runde 2 – Niederlage gegen Rudel Obreja (ROU)

Halbmittelgewicht (< 71 kg)
- Rod Douglas
  1. Runde 1 – Freilos
  2. Runde 2 – Sieg gegen Stephen Okumu (KEN)
  3. Runde 3 – Sieg gegen Chiharu Ogiwara (JPN)
  4. Viertelfinale – Niederlage gegen Shawn O’Sullivan (CAN)

Mittelgewicht (< 75 kg)
- Brian Schumacher
  1. Runde 1 – Freilos
  2. Runde 2 – Niederlage gegen Virgil Hill (USA)

Halbschwergewicht (< 81 kg)
- Tony Wilson
  1. Runde 1 – Freilos
  2. Runde 2 – Sieg gegen Roberto Oviedo (ARG)
  3. Viertelfinale – Niederlage gegen Mustapha Moussa (ALG)

Schwergewicht (< 91 kg)
- Douglas Young
  1. Runde 1 – Freilos
  2. Runde 2 – Niederlage gegen Georgios Stefanopoulos (GRE)

Superschwergewicht (über 91 kg)
- Robert Wells → Bronze
  1. Runde 1 – Freilos
  2. Viertelfinale – Sieg gegen William Pulu (TNG)
  3. Halbfinale – Niederlage gegen Francesco Damiani (ITA)

### Fechten
20 Fechter, 15 Männer und fünf Damen, repräsentierten Großbritannien 1984.
| Männer Florett Einzel - Bill Gosbee - Pierre Harper - Nick Bell Florett Mannschaft - Bill Gosbee, Pierre Harper, Nick Bell, Rob Bruniges, Graham Paul Degen Einzel - Steven Paul - John Llewellyn - Jonathan Stanbury Degen Mannschaft - Ralph Johnson, John Llewellyn, Neal Mallett, Steven Paul, Jonathan Stanbury Säbel Einzel - Mark Slade - Richard Cohen - John Zarno Säbel Mannschaft - Richard Cohen, Paul Klenerman, Jim Philbin, Mark Slade, John Zarno | Frauen Florett Einzel - Linda Ann Martin - Liz Thurley - Fiona McIntosh Florett Mannschaft - Ann Brannon, Linda Ann Martin, Fiona McIntosh, Liz Thurley, Katie Arup |

### Gewichtheben
Männer
- Geoffrey Laws
Federgewicht: 12. Platz
- Dean Willey
Leichtgewicht: 4. Platz
- Dave Morgan
Mittelgewicht: 4. Platz
- Stephen Pinsent
Mittelgewicht: 11. Platz
- Newton Burrowes
Leichtschwergewicht: 4. Platz
- Tony Supple
Leichtschwergewicht: 12. Platz
- David Mercer
Mittelschwergewicht: Bronze
- Keith Boxell
Mittelschwergewicht: 10. Platz
- Peter Pinsent
Schwergewicht I: disqualifiziert
- Gary Taylor
Schwergewicht II: disqualifiziert

### Hockey
Männer
- Vorrunde (Gruppe B)

- Großbritannien – KenIa 2-1
- Großbritannien – Kanada 3-1
- Großbritannien – Neuseeland 1-0
- Großbritannien – Niederlande 4-3
- Großbritannien – Pakistan 0-0

- Halbfinale

- Großbritannien – Bundesrepublik Deutschland 0-1

- Spiel um Bronze

- Großbritannien – Australien 3-2 (→  Bronze)

- Mannschaftsaufstellung

- ( 1.) Ian Taylor (gk)
- ( 2.) Veryan Pappin (gk)
- ( 3.) Stephen Martin
- ( 4.) Paul Barber
- ( 5.) Robert Cattrall
- ( 6.) Jon Potter
- ( 7.) Richard Dodds
- ( 8.) William McConnell
- ( 9.) Norman Hughes
- (10.) David Westcott 
- (11.) Richard Leman
- (12.) Stephen Batchelor
- (13.) Sean Kerly
- (14.) James Duthie
- (15.) Kulbir Bhaura
- (16.) Mark Precious

- Trainer: David Whitaker

### Judo
Männer
- Extra-Leichtgewicht: Neil Eckersley, Bronze
- Halbleichtgewicht: Stephen Gawthorpe, 5.
- Leichtgewicht: Kerrith Brown, Bronze
- Halb-Mittelgewicht: Neil Adams, Silber
- Mittelgewicht: Densign White, 5.
- Halbschwergewicht: Nicholas Kokotaylo, 11.
- Schwergewicht: Elvis Gordon, 11.
- Offene Klasse: Paul Radburn, 11.

### Kanu
| Männer - Einer-Kajak 500 m: David Upson, 5. - Einer-Kajak 1000 m: Stephen Jackson, 8. - Zweier-Kajak 500 m: Andrew Sheriff, Jeremy West, 8. - Zweier-Kajak 1000 m: Christopher Canham, Jan Raciborski, Halbfinale - Vierer-Kajak 1000 m: Grayson Bourne, Andrew Sheriff, Kevin Smith, Jeremy West, 5. - Einer-Canadier 500 m: Steve Train, Halbfinale - Einer-Canadier 1000 m: Steve Train, 6. - Zweier-Canadier 500 m: Eric Jamieson, Andrew Train, 7. - Zweier-Canadier 1000 m: Andrew Train, Steve Train, 9. | Frauen - Einer-Kajak 500 m: Lesley Smither, 9. - Zweier-Kajak 500 m: Lucy Perrett, Lesley Smither, 8. - Vierer-Kajak 500 m: Janine Lawler, Lucy Perrett, Lesley Smither, Deborah Watson, 7. |

### Leichtathletik
| Männer 100 m - Mike McFarlane - Finale – 10,27 (→ 5. Platz) - Donovan Reid - Finale – 10,32 (→ 7. Platz) - Allan Wells Halbfinale 200 m - Ade Mafe - Vorlauf – 21,02 - Viertelfinale – 20,55 - Halbfinale – 20,54 - Finale – 20,98 (→ 8. Platz) - Luke Watson Viertelfinale 400 m - Kriss Akabusi - Vorlauf – 45,64 - Viertelfinale – 45,43 - Halbfinale – 45,69 (→ ausgeschieden) - Philip Brown - Vorlauf – 46,26 - Viertelfinale – 46,63 (→ ausgeschieden) - Todd Bennett - Vorlauf – 46,09 - Viertelfinale – 45,51 (→ ausgeschieden) 800 m - Seb Coe Silber - Steve Ovett 8. Platz - Peter Elliott Viertelfinale 1500 m - Seb Coe Gold - Steve Cram Silber - Steve Ovett DNF 5000 m - Tim Hutchings - Vorlauf – 13:46,01 - Halbfinale – 13:28,60 - Finale – 13:11,50 (→ 4. Platz) - Eamonn Martin - Vorlauf – 13:46,16 - Halbfinale – 13:41,70 - Finale – 13:53,34 (→ 13. Platz) - David Moorcroft - Vorlauf – 13:51,40 - Halbfinale – 13:28,44 - Finale – 14:16,61 (→ 14. Platz) 10.000 m - Mike McLeod - Qualifikation Vorlauf – 28:24,92 - Finale – 28:06,22 (→ Silber) - Steve Jones - Qualifikation Vorlauf – 28:15,22 - Finale – 28:28,08 (→ 8. Platz) - Nick Rose - Qualifikation Vorlauf – 28:31,13 - Finale – 28:31,73 (→ 12. Platz) Marathon - Charlie Spedding - 2:09:58 (→ Bronze) - Hugh Jones - 2:13:57 (→ 12. Platz) - Geoff Smith - DNF 110 m Hürden - Wilbert Greaves - Vorlauf (→ ausgeschieden) - Nigel Walker - Vorlauf (→ ausgeschieden) - Mark Holtom - Vorlauf (→ ausgeschieden) 400 m Hürden - Martin Briggs - Vorlauf (→ ausgeschieden) - Martin Gillingham - Vorlauf (→ ausgeschieden) - Phil Beattie - Vorlauf (→ ausgeschieden) 3000 m Hindernis - Colin Reitz - 5. Platz - Roger Hackney - 10. Platz - Paul Davies-Hale - Halbfinale 4 × 100 m Staffel - Daley Thompson, Donovan Reid, Mike McFarlane, Allan Wells - 7. Platz 4 × 400 m Staffel - Kriss Akabusi, Garry Cook, Todd Bennett, Phil Brown - Silber Hochsprung - Geoff Parsons - Qualifikation – 2,21 m (→ ausgeschieden) - Mark Naylor - Qualifikation – kein Ergebnis (→ ausgeschieden) Dreisprung - Keith Connor - Finale – 16,87 m (→ Bronze) - Eric McCalla - Finale – 16,66 m (→ 8. Platz) - John Herbert 10. Platz Diskuswurf - Robert Weir - 10. Platz - Richard Slaney - 15. Platz in der Qualifikation Speerwurf - David Ottley - Qualifikation – 85,68 m - Finale – 85,74 m (→ Silber) - Roald Bradstock - Qualifikation – 83,06 m - Finale – 81,22 m (→ 7. Platz) Hammerwurf - Robert Weir - Qualifikation – 73,04 m - Finale – 72,62 m (→ 8. Platz) - Martin Girvan - Qualifikation – 72,66 m - Finale – 72,32 m (→ 9. Platz) - Matthew Mileham - Qualifikation – 71,80 m - Finale – no mark (→ ohne Ergebnis) Stabhochsprung - Jeff Gutteridge - Qualifikation – 5,30 m - Finale – 5,10 m (→ 11. Platz) - Keith Stock - Qualifikation – 5,20 m (→ ausgeschieden) Zehnkampf - Daley Thompson - Endstand – 8797 Punkte (→ Gold) - Brad McStravick - Endstand – 7890 Punkte (→ 11. Platz) - Colin Boreham - Endstand – 7485 Punkte (→ 20. Platz) 20 km Gehen - Philip Vesty - Finale – 1:27:28 (→ 13. Platz) - Ian McCombie - Finale – 1:28:53 (→ 19. Platz) - Steve Barry - Finale – 1:30:46 (→ 24. Platz) 50 km Gehen - Chris Maddocks - Finale – 4:26:33 (→ 16. Platz) | Frauen 100 m - Heather Hunte 7. Platz - Shirley Thomas Viertelfinale 200 m - Kathy Smallwood 4. Platz - Joan Baptiste Halbfinale - Sandra Whittaker Viertelfinale 400 m - Kathy Smallwood Bronze - Michelle Probert Halbfinale - Helen Barnett-Burkart Halbfinale 800 m - Lorraine Baker 5. Platz 1500 m - Christine Benning - Vorlauf – 4:10,48 - Finale – 4:04,70 (→ 5. Platz) - Christina Boxer - Vorlauf – 4:07,40 - Finale – 4:05,53 (→ 6. Platz) - Lynne MacDougall - Vorlauf – 4:09,08 - Finale – 4:10,58 (→ 11. Platz) 3000 m - Wendy Sly - Vorlauf – 8:58,66 - Finale – 8:39,47 (→ Silber) - Zola Budd - Vorlauf – 8:44,62 - Finale – 8:48,80 (→ 7. Platz) - Jane Furniss - Vorlauf – 8:44,62 (→ ausgeschieden) Marathon - Priscilla Welch - Finale – 2:28:54 (→ 6. Platz) - Joyce Smith - Finale – 2:32:48 (→ 11. Platz) - Sarah Rowell - Finale – 2:34:08 (→ 14. Platz) 4 × 100 m - Simmone Jacobs, Kathy Smallwood, Beverley Goddard & Heather Hunte-Oakes Bronze 4 × 400 m - Michelle Probert, Helen Barnett-Burkart, Gladys Taylor & Joslyn Hoyte-Smith 4. Platz 100 m Hürden - Shirley Strong Silber - Sharon Colyear Halbfinale 400 m Hürden - Susan Morley - Vorlauf – 58,71 - Halbfinale – 56,67 (→ ausgeschieden) - Gladys Taylor - Vorlauf – 57,64 - Halbfinale – 56,72 (→ ausgeschieden) Hochsprung - Diana Davies - Qualifikation – 1,90 m - Finale – 1,88 m (→ 9. Platz) - Judy Simpson - Qualifikation – 1,84 m (→ ausgeschieden, 19. Platz) Weitsprung - Sue Hearnshaw - Qualifikation – 6,64 m - Finale – 6,80 m (→ Bronze) Diskuswurf - Meg Ritchie - Qualifikation – 56,00 m - Finale – 62,58 m (→ 5. Platz) - Venissa Head - Qualifikation – 55,24 m - Finale – 58,18 m (→ 7. Platz) Kugelstoßen - Judy Oakes - Finale – 18,14 m (→ 4. Platz) - Venissa Head - Finale – 17,90 m (→ 6. Platz) Speerwurf - Tessa Sanderson - Qualifikation – 61,58 m - Finale – 69,56 m (→ Gold) - Fatima Whitbread - Qualifikation – 65,30 m - Finale – 67,14 m (→ Bronze) - Sharon Gibson - Qualifikation – 60,88 m - Finale – 59,66 m (→ 9. Platz) Siebenkampf - Judy Simpson - Endstand – 6280 Punkte (→ 5. Platz) - Kim Hagger - Endstand – 6127 Punkte (→ 8. Platz) |

### Moderner Fünfkampf
Männer
- Richard Phelps
4. Platz
- Michael Mumford
24. Platz
- Stephen Sowerby
37. Platz
- Mannschaft
7. Platz

### Radsport
| Männer Straßenrennen - Mark Bell – ausgeschieden (→ ohne Ergebnis) - Neil Martin – ausgeschieden (→ ohne Ergebnis) - Peter Sanders – ausgeschieden (→ ohne Ergebnis) - Darryl Webster – ausgeschieden (→ ohne Ergebnis) 100 km Mannschaftszeitfahren - Steven Poulter, Keith Reynolds, Pete Sanders & Darryl Webster 2:05:51 → 8. Platz Sprint - Mark Barry – ausgeschieden im zweiten Hoffnungslauf (→ ohne Ergebnis) 1000 m Zeitfahren - Mark Barry – 1:09,54 (→ 18. Platz) Einerverfolgung 4000 m - Shaun Wallace 12. Platz - Steve Bent 26. Platz (Qualifikation) Mannschaftsverfolgung 4000 m - Steve Bent, Paul Curran, Mark Noble & Adrian Timmis 12. Platz Punktefahren - Shaun Wallace 21. Platz - Paul Curran 22. Platz | Frauen Straßenrennen - Catherine Swinnerton – 2:13:28 (→ 13. Platz) - Linda Gornall – 2:13:28 (→ 17. Platz) - Maria Blower – 2:22:03 (→ 29. Platz) - Muriel Sharp – 2:22:03 (→ 30. Platz) |

### Reiten
- Dressur: Christopher Bartle, Einzel: 6., Mannschaft: 8.
- Dressur: Jane Bartle-Wilson, Einzel: 23., Mannschaft: 8.
- Dressur: Jennie Loriston-Clarke, Einzel: 30., Mannschaft: 8.
- Springen: Tim Grubb, Einzel: 13., Mannschaft: Silber
- Springen: John Whitaker, Einzel: 14., Mannschaft: Silber
- Springen: Michael Whitaker, Einzel: 24., Mannschaft: Silber
- Springen: Steven Smith, Mannschaft: Silber
- Vielseitigkeit: Virginia Holgate, Einzel: 3., Mannschaft: Silber
- Vielseitigkeit: Lucinda Green, Einzel: 6., Mannschaft: Silber
- Vielseitigkeit: Ian Stark, Einzel: 9., Mannschaft: Silber
- Vielseitigkeit: Diana Clapham, Einzel: 32., Mannschaft: Silber

### Rhythmische Sportgymnastik
Frauen
- Lorraine Priest, 28.
- Jacquie Leavy, 31.

### Ringen
Männer
- Freistil, Fliegengewicht: Gary Moores
- Freistil, Bantamgewicht: Brian Aspen
- Freistil, Federgewicht: Mark Dunbar
- Freistil, Leichtgewicht: Steve Bayliss
- Freistil, Weltergewicht: Fitz Walker
- Freistil, Mittelgewicht: Stefan Kurpas
- Freistil, Leichtschwergewicht: Noel Loban, Bronze

### Rudern
| Männer Zweier ohne Steuermann - John Beattie, Richard Stanhope - (→ 12. Platz) Zweier mit Steuermann - Adrian Genziani, Bill Lang, Alan Inns - (→ 8. Platz) Vierer ohne Steuermann - John Bland, Jonathan Clift, Martin Knight, John Garrett - (→ 9. Platz) Vierer mit Steuermann - Richard Budgett, Martin Cross, Andrew Holmes, Steven Redgrave, Adrian Ellison - (→ Gold) Achter - Clive Roberts, Adam Clift, Salih Hassan, Chris Mahoney, Duncan McDougall, Malcolm McGowan, John Pritchard, Allan Whitwell, Colin Moynihan - (→ 5. Platz) | Frauen Einer - Beryl Mitchell - (→ 6. Platz) Doppelzweier - Nonie Ray, Sally Bloomfield - (→ 8. Platz) Zweier ohne Steuerfrau - Kate Panter, Ruth Howe - (→ 6. Platz) Vierer mit Steuerfrau - Teresa Millar, Jean Genchi, Joanna Toch, Katie Ball, Kathy Talbot - (→ 7. Platz) Achter - Alexa Forbes, Kate McNicol, Kate Holroyd, Belinda Holmes, Sarah Hunter-Jones, Astrid Ayling, Ann Callaway, Gillian Hodges, Sue Bailey - (→ 5. Platz) |

### Schießen
| Männer Schnellfeuerpistole 25 m - Graham Harvey, 23. - John Cooke, 23. Pistole 50 m - Arthur Spencer, 27. - Geoffrey Robinson, 46. Luftgewehr 10 m - Barry Dagger, Bronze - Malcolm Cooper, 15. Kleinkaliber-Dreistellungskampf 50 m - Malcolm Cooper, Gold - Alister Allan, Bronze Kleinkaliber liegend 50 m - Michael Sullivan, Bronze - Alister Allan, 4. Laufende Scheibe 50 m - David Chapman, 15. - Michael Meggison, 22. | Mixed Trap - Peter Boden, 14. - Peter Croft, 17. Skeet - Wallace Sykes, 11. - Paul Bentley, 24. | Frauen Sportpistole 25 m - Carol Bartlett-Page, 12. - Adrienne Bennett, 27. Luftgewehr 10 m - Irene Daw, 20. - Sarah Cooper, 25. Kleinkaliber-Dreistellungskampf - Irene Daw, 10. - Sarah Cooper, 25. |

### Schwimmen
| Männer 100 m Freistil - David Lowe - Vorlauf – 51,68 - B-Finale – 51,48 (→ 11. Platz) - Paul Easter - Vorlauf – 51,83 (→ ausgeschieden, 21. Platz) 200 m Freistil - Paul Easter - Vorlauf – 1:51,80 - B-Finale – 1:51,70 (→ 9. Platz) - Andrew Astbury - Vorlauf – 1:52,01 - B-Finale – 1:53,02 (→ 15. Platz) 400 m Freistil - Andrew Astbury - Vorlauf – 3:58,41 - B-Finale – 3:58,14 (→ 14. Platz) - Paul Howe - Vorlauf – 4:04,07 (→ ausgeschieden, 25. Platz) 1500 m Freistil - David Stacey - Vorlauf – 15:30,10 (→ ausgeschieden, 12. Platz) - Stuart Willmott - Vorlauf – 15:57,79 (→ ausgeschieden, 21. Platz) 100 m Rücken - Neil Harper - Vorlauf – 58,50 (→ ausgeschieden, 17. Platz) - Ian Collins - Vorlauf – 1:00,08 (→ ausgeschieden, 28. Platz) 200 m Rücken - Neil Cochran - Vorlauf – 2:05,58 - B-Finale – 2:05,72 (→ 14. Platz) - Neil Harper - Vorlauf – 2:09,48 (→ ausgeschieden, 24. Platz) 100 m Brust - Adrian Moorhouse - Vorlauf – 1:04,06 - Finale – 1:03,25 (→ 4. Platz) - Iain Campbell - Vorlauf – 1:04,81 - B-Finale – 1:05,02 (→ 14. Platz) 200 m Brust - Adrian Moorhouse - Vorlauf – 2:19,83 - B-Finale – 2:18,83 (→ 9. Platz) - Iain Campbell - Vorlauf – 2:20,78 - B-Finale – 2:20,62 (→ 11. Platz) 100 m Schmetterling - Andrew Jameson - Vorlauf – 54,49 - Finale – 54,28 (→ 5. Platz) - Ian Collins - Vorlauf – 56,41 (→ ausgeschieden, 22. Platz) 200 m Schmetterling - Nick Hodgson - Vorlauf – 2:01,64 - B-Finale – 2:01,24 (→ 11. Platz) - Philip Hubble - Vorlauf – 2:02,76 - B-Finale – 2:03,06 (→ 16. Platz) 200 m Lagen - Neil Cochran - Vorlauf – 2:05,39 - Finale – 2:04,38 (→ Bronze) - Robin Brew - Vorlauf – 2:04,13 - Finale – 2:04,52 (→ 4. Platz) 400 m Lagen - Stephen Poulter - Vorlauf – 4:25,38 - Finale – 4:25,80 (→ 7. Platz) - Stuart Willmott - Vorlauf – 4:32,90 - B-Finale – 4:31,10 (→ 15. Platz) 4 × 100 m Freistil - David Lowe, Roland Lee, Paul Easter, Richard Burrell - Vorlauf – 3:24,59 - Finale – 3:23,61 (→ 5. Platz) 4 × 200 m Freistil - Neil Cochran, Paul Easter, Paul Howe, Andrew Astbury - Vorlauf – 7:26,83 - Finale – 7:24,78 (→ Bronze) 4 × 100 m Lagen - Neil Harper, Adrian Moorhouse, Andy Jameson, David Lowe - Vorlauf – 3:49,86 - Neil Harper, Adrian Moorhouse, Andy Jameson, Richard Burrell - Finale – 3:47,39 (→ 6. Platz) | Frauen 100 m Freistil - June Croft - Vorlauf – 57,12 - Finale – 57,11 (→ 7. Platz) - Nicola Fibbens - Vorlauf – 57,80 - B-Finale – 57,36 (→ 11. Platz) 200 m Freistil - June Croft - Vorlauf – 2:01,05 - Finale – 2:00,64 (→ 6. Platz) - Annabelle Cripps - Vorlauf – 2:04,44 - B-Finale – 2:04,90 (→ 15. Platz) 400 m Freistil - Sarah Hardcastle - Vorlauf – 4:11,55 - Finale – 4:10,27 (→ Silber) - June Croft - Vorlauf – 4:15,51 - Finale – 4:11,49 (→ Bronze) 800 m Freistil - Sarah Hardcastle - Vorlauf – 8:35,87 - Finale – 8:32,60 (→ Bronze) - Annabelle Cripps - Vorlauf – 8:58,09 (→ ausgeschieden, 14. Platz) 100 m Rücken - Beverley Rose - Vorlauf – 1:03,61 - Finale – 1:04,16 (→ 7. Platz) - Catherine White - Vorlauf – 1:05,03 - B-Finale – 1:04,99 (→ 13. Platz) 200 m Rücken - Catherine White - Vorlauf – 2:18,02 - B-Finale – 2:17,63 (→ 10. Platz) - Katherine Read - Vorlauf – 2:18,92 - B-Finale – 2:18,33 (→ 11. Platz) 100 m Brust - Jean Hill - Vorlauf – 1:11,37 - Finale – 1:11,82 (→ 8. Platz) - Sandra Bowman - Vorlauf – 1:12,92 (→ 17. Platz) 200 m Brust - Suki Brownsdon - Vorlauf – 2:35,54 - Finale – 2:35,07 (→ 7. Platz) - Gaynor Stanley - Vorlauf – 2:38,54 - B-Finale – 2:39,32 (→ 15. Platz) 100 m Schmetterling - Nikki Fibbens - Vorlauf – 1:02,98 - B-Finale – 1:01,48 (→ 10. Platz) - Ann Osgerby - Vorlauf – 1:01,09 - B-Finale – 1:02,98 (→ 13. Platz) 200 m Schmetterling - Samantha Purvis - Vorlauf – 2:11,97 - Finale – 2,12,33 (→ 5. Platz) - Ann Osgerby - Vorlauf – 2:16,31 - B-Finale – 2:19,10 (→ 16. Platz) 200 m Lagen - Gaynor Stanley - Vorlauf – 2:24,94 - B-Finale – 2:21,71 (→ 13. Platz) - Zara Long - Vorlauf – 2:23,89 - B-Finale – 2:22,25 (→ 14. Platz) 400 m Lagen - Gaynor Stanley - Vorlauf – 4:53,70 - Finale – 4:52,83 (→ 7. Platz) - Sarah Hardcastle - Vorlauf – 4:55,78 - B-Finale – 4:51,55 (→ 9. Platz) 4 × 100 m Freistil - Annabelle Cripps, Nicola Fibbens, Debra Gore, June Croft - Vorlauf – 3:51,47 - Finale – 3:50,12 (→ 6. Platz) 4 × 100 m Lagen - Beverley Rose, Jean Hill, Nicola Fibbens, June Croft - Vorlauf – 4:16,83 - Finale – 4:14,05 (→ 4. Platz) |

### Synchronschwimmen
Frauen
Einzel
- Caroline Holmyard
6. Platz
- Carolyn Wilson
7. Platz
- Amanda Dodd
10. Platz

Duett
- Carolyn Wilson
4. Platz
- Caroline Holmyard
4. Platz

### Segeln
Windsurfen
- David Hackford, 21.

Finn-Dinghy
- Mike McIntyre, 7.

470er
- Cathy Foster, 7.
- Peter Newlands, 7.

Star
- Iain Woolward, 9.
- John Maddocks, 9.

Tornado
- David Campbell-James, 6.
- Robert White, 6.

Soling
- Chris Law, 4.
- Edward Leask, 4.
- Jeremy Richards, 4.

Flying Dutchman
- Jonathan Richards, Bronze
- Peter Allam, Bronze

### Turnen
Männer
| Turner         | Einzel- mehrkampf | Mannschafts- mehrkampf | Boden | Sprung | Barren | Reck | Ringe | Pferd |
| -------------- | ----------------- | ---------------------- | ----- | ------ | ------ | ---- | ----- | ----- |
| Andrew Morris  | 24.               | 9.                     | 36.   | 16.    | 55.    | 66.  | 15.   | 24.   |
| Keith Langley  | 34.               | 9.                     | 63.   | 53.    | 53.    | 25.  | 33.   | 43.   |
| Terry Bartlett | 36.               | 9.                     | 25.   | 10.    | 43.    | 37.  | 46.   | 57.   |
| Barry Winch    | 54.               | 9.                     | 59.   | 32.    | 59.    | 48.  | 30.   | 48.   |
| Richard Benyon | 64.               | 9.                     | 56.   | 66.    | 59.    | 61.  | 51.   | 67.   |
| Eddie Van Hoof | 69.               | 9.                     | 68.   | 56.    | 68     | 58.  | 65.   | 69.   |

Frauen
| Turnerin        | Einzel- mehrkampf | Mannschafts- mehrkampf | Boden | Sprung | Stufenbarren | Schwebebalken |
| --------------- | ----------------- | ---------------------- | ----- | ------ | ------------ | ------------- |
| Natalie Davies  | 19.               | 7.                     | 26.   | 48.    | 30.          | 36.           |
| Amanda Harrison | 22.               | 7.                     | 30.   | 32.    | 36.          | 53.           |
| Kathy Williams  | 25.               | 7.                     | 39.   | 28.    | 44.          | 39.           |
| Hayley Price    | 43.               | 7.                     | 35.   | 28.    | 52.          | 39.           |
| Lisa Young      | 43.               | 7.                     | 33.   | 55.    | 25.          | 61.           |
| Sally Larner    | 48.               | 7.                     | 33.   | 21.    | 53.          | 59.           |

### Wasserspringen
| Männer Kunstspringen 3 m - Christopher Snode - Vorrunde – 592,68 - Finale – 609,51 (→ 5. Platz) - Nigel Stanton - Vorrunde – 521,61 (→ ausgeschieden, 15. Platz) Turmspringen 10 m - Christopher Snode - Vorrunde – 507,96 - Finale – 524,40 (→ 7. Platz) - Bob Morgan - Vorrunde – 474,09 (→ ausgeschieden, 14. Platz) | Frauen Kunstspringen 3 m - Alison Childs - Vorrunde – 400,68 (→ ausgeschieden, 19. Platz) Turmspringen 10 m - Carolyn Roscoe - Vorrunde – 312,39 (→ ausgeschieden, 18. Platz) - Lindsey Fraser - Vorrunde – 295,86 (→ ausgeschieden, 19. Platz) |